# Пси³ Водолея
Пси³ Водолея (лат. ψ³ Aquarii), 95 Водолея (лат. 95 Aquarii), HD 219832 — тройная звезда в созвездии Водолея на расстоянии приблизительно 238 световых лет (около 73 парсеков) от Солнца. Видимая звёздная величина звезды — +5,003m.

## Характеристики
Первый компонент — белая звезда спектрального класса B9V или A0V. Масса — около 2,52 солнечных, радиус — около 2 солнечных, светимость — около 70 солнечных. Эффективная температура — около 9931 К.
Второй компонент, источник рентгеновского излучения, удалён на 1,5 угловых секунды.
Третий компонент удалён на 130,1 угловых секунды.